# アメリカ地名委員会
アメリカ地名委員会（アメリカちめいいいんかい、アメリカ合衆国連邦地名局。英: United States Board on Geographic Names (BGN) ）は、米国政府の地名の慣例の決定、管理を目的としたアメリカ連邦政府組織の一機関である。この機関は内務省に属しており、boardは性格としては、委員会というより部局であり、訳語としては、アメリカ合衆国連邦地名局くらいが適切とする強い意見がある。なおboardには、官庁の庁、院、局、部などの意味がある。

## 大要
1890年に創設。現在の組織形態は1947年の法律に由来する。アメリカ合衆国内務省のアメリカ地質調査所地図局下に、以下の大統領命令に基づき創設された。
ベンジャミン・ハリソン大統領は1890年9月4日、連邦地名局（米国地名委員会）の創設に関する行政命令書に署名した。当機関は未確定、未解決な全ての地理的名称の解決に対する権限を付与された。当委員会の決定は、アメリカ連邦政府の全ての省および政府機関に対する拘束力が認められている。
（原文：President Benjamin Harrison signed an Executive Order on September 4, 1890, establishing the United States Board on Geographic Names. The Board was given authority to resolve all unsettled questions concerning geographic names. Decisions of the Board were accepted as binding by all departments and agencies of the Federal Government. ）
地名局（地名委員会）は国内外の地名に関する慣例の指針および政策運営を展開している。また、海底と南極大陸の地勢に関する名称も取り扱う。
地名は連邦政府における名称問題の解決や新しい名称の提案を公式の目的としてはいるものの、一般公衆的にもこれに近い役割を担っている。公私を問わず、いかなる個人、組織も、提案された新名称および名称の変更、紛争中の名称に対し、委公式の判断を仰ぐことが可能である。地名局は現地の慣例に従った地名を採用することが一般的であるが、例外もある。例えば、現地名称が極めて不快感を与えるような場合、地名局は連邦政府としては、これとは異なる名称を採用することがある。
連邦政府の地図作成や地名の収集のなかで、現地名称の採用に起因した遅滞が発生することがよくあり、遅滞は時に数十年にわたることもある。地学の学者隊によるボランティア活動が、アメリカ地質調査所の地勢の名称の収集を支えている。
地名局がアメリカ地質調査所と協同で展開する「地名情報システム (The Geographic Names Information System) 」には、システム内に示された地名を裏付ける図書目録と歴史的地図の出典機能が備わっている。
なお「地名委員会」という総合的な地名管理を行う国家機関は中国などにもあり、中国では中央政府の「国家地名委員会」以外に、各省自治区市県などにも地名委員会があり、地名の管理（決定、変更、地名誌、地名録の発行など）を行っている。また中国には、地名管理に関する法律がある。内政部には、地名司があり、地名の研究を行なっている。

## そのほかの権限
- アメリカ合衆国国勢調査局が、地名情報システム内の位置情報の集合体である国勢調査指定地域の範囲を定義している。